# Fejervarya pierrei
Fejervarya pierrei é uma espécie de anfíbio da família Ranidae.
Pode ser encontrada nos seguintes países: Nepal e possivelmente em Índia.
Os seus habitats naturais são: florestas subtropicais ou tropicais húmidas de baixa altitude, campos de gramíneas de baixa altitude subtropicais ou tropicais sazonalmente húmidos ou inundados, rios intermitentes e terras irrigadas.